# Pel·lícules conductores transparents

Figura 1. Secció transversal de cèl·lula solar policristalina de pel·lícula fina. El recobriment conductor transparent contacta amb el semiconductor de tipus n per extreure corrent.

Les pel·lícules conductores transparents (amb acrònim anglès TCF) són pel·lícules primes de material òpticament transparent i elèctricament conductor. Són un component important en diversos dispositius electrònics, com ara pantalles de cristall líquid, OLED, pantalles tàctils i fotovoltaics. Tot i que l'òxid d'indi estany (ITO) és el més utilitzat, les alternatives inclouen òxids conductors transparents (TCO) d'espectre més ampli, polímers conductors, reixetes metàl·liques i xarxes metàl·liques aleatòries, nanotubs de carboni (CNT), grafè, nanofils i pel·lícules metàl·liques ultra fines.Els TCF per a aplicacions fotovoltaiques s'han fabricat tant a partir de materials inorgànics com orgànics. Les pel·lícules inorgàniques solen estar formades per una capa d'òxid conductor transparent (TCO), més comunament òxid d'estany d'indi (ITO), òxid d'estany dopat amb fluor (FTO), anatasa dopada amb niobi TiO ₂ (NTO) o òxid de zinc dopat. S'estan desenvolupant pel·lícules orgàniques utilitzant xarxes de nanotubs de carboni i grafè, que es poden fabricar perquè siguin altament transparents a la llum infraroja, juntament amb xarxes de polímers com el poli(3,4-etilendioxitiofè) i els seus derivats.
Les pel·lícules conductores transparents s'utilitzen normalment com a elèctrodes quan una situació requereix contactes elèctrics de baixa resistència sense bloquejar la llum (p. ex. LED, fotovoltaica). Els materials transparents posseeixen bandes intermitents amples el valor energètic dels quals és més gran que els de la llum visible. Com a tal, els fotons amb energies per sota del valor del bandgap no són absorbits per aquests materials i la llum visible passa a través. Algunes aplicacions, com les cèl·lules solars, sovint requereixen una gamma més àmplia de transparència més enllà de la llum visible per fer un ús eficient de l'espectre solar complet.

## Òxids conductors transparents
Els òxids conductors transparents (TCO) són òxids metàl·lics dopats utilitzats en dispositius optoelectrònics com ara pantalles de pantalla plana i fotovoltaics (inclosos dispositius inorgànics, dispositius orgànics i cèl·lules solars sensibilitzades per colorants). La majoria d'aquestes pel·lícules es fabriquen amb microestructures policristal·lines o amorfes. Normalment, aquestes aplicacions utilitzen materials d'elèctrode que tenen una transmitància superior al 80% de la llum incident, així com conductivitats elèctriques superiors a 10 3 S/cm per a un transport eficient del portador. En general, els TCO per utilitzar-los com a elèctrodes de pel·lícula prima a les cèl·lules solars haurien de tenir una concentració mínima de portadors de l'ordre de 10 20 cm−3 per a una baixa resistivitat i una banda intercalada superior a 3,2 eV per evitar l'absorció de llum sobre la majoria dels espectres solars. La mobilitat d'aquestes pel·lícules normalment està limitada per la dispersió d'impureses ionitzades a causa de la gran quantitat d'àtoms dopants ionitzats i és de l'ordre de 40 cm 2/(V·s) per als TCO de millor rendiment. Els òxids conductors transparents actuals utilitzats a la indústria són principalment conductors de tipus n, és a dir, la seva conducció primària és com a donants d'electrons. Això es deu al fet que les mobilitats d'electrons solen ser més altes que les mobilitats de forats, cosa que fa difícil trobar acceptors poc profunds en òxids de banda ampla per crear una gran població de forats. Encara s'estan investigant òxids conductors transparents de tipus p adequats, tot i que els millors encara són ordres de magnitud darrere dels TCO de tipus n. La concentració més baixa de TCO dels portadors respecte als metalls canvia la seva ressonància plasmònica al rang NIR i SWIR.

## Polímers conductors transparents
Els polímers conductors es van informar a mitjans del segle XX com a derivats de la polianilina. La investigació sobre aquests polímers va continuar als anys 60 i 70 i va continuar fins al tombant del segle xxi. La majoria dels polímers conductors són derivats de poliacetilè, polianilina, polipirrol o politiofens. Aquests polímers tenen dobles enllaços conjugats que permeten la conducció. En manipular l'estructura de la banda, els politiofens s'han modificat per aconseguir una separació HOMO-LUMO (banda prohibida) prou gran com per fer-los transparents a la llum visible.

## Nanotubs de carboni
Els conductors transparents són fràgils i tendeixen a trencar-se a causa de la fatiga. El TCO més utilitzat és l'òxid d'indi-estany (ITO) per les seves bones propietats elèctriques i la seva facilitat de fabricació. Tanmateix, aquestes pel·lícules primes solen ser fràgils i problemes com ara el desajust de la gelosia i les limitacions de tensió de tensió condueixen a restriccions en els possibles usos dels TCF. S'ha demostrat que l'ITO es degrada amb el temps quan està sotmès a tensions mecàniques. Els augments recents del cost també obliguen a molts a buscar les pel·lícules de nanotubs de carboni com a alternativa potencial.